# ترامل کرو
ترامل کرو (انگلیسی: Trammell Crow; ۱۰ ژوئن ۱۹۱۴ – ۱۴ ژانویهٔ ۲۰۰۹) کارآفرین و سیاست‌مدار اهل ایالات متحده آمریکا بود، که در سال ۱۹۸۱ شرکت ویندام هتلز اند ریزورتس را تأسیس کرد.